# Paraplonobia tshipensis
Paraplonobia tshipensis är en spindeldjursart som beskrevs av Meyer 1974. Paraplonobia tshipensis ingår i släktet Paraplonobia och familjen Tetranychidae. Inga underarter finns listade i Catalogue of Life.